# Mercury Sable
El Mercury Sable és un cotxe classificat com a mid-size fabricat per Ford Motor Company i venut sota la marca semi-luxosa Mercury. Mecànicament és exactament igual al Ford Taurus i com aquest, comparteixen la mateixa plataforma D186 de Ford.
El Sable va representar un canvi en les línies de disseny de cotxes que hi havia en aquells temps a la indústria automobilística americana i Mercury i fou un cotxe molt ben acollit pel mercat, així ho justifiquen els prop de 2.000.000 de Sables venuts venuts durant els 20 anys de producció
Un dels detalls de disseny representatius del Sable va ser la "lightbar", una làmpada de baix voltatge ubicada entre les llums frontals. Aquest detall el copiaran altres fabricants més endavant

La producció del Sable va iniciar-se el 1986 i va deixar-se de fabricar al 29 d'abril de 2005. Des del 1986, s'ha fabricat a les plantes d'Atlanta, Georgia i Chicago, Illinois. Per al model 2008, es fabrica únicament a Chicago.

## Primera generació (1986-1991)

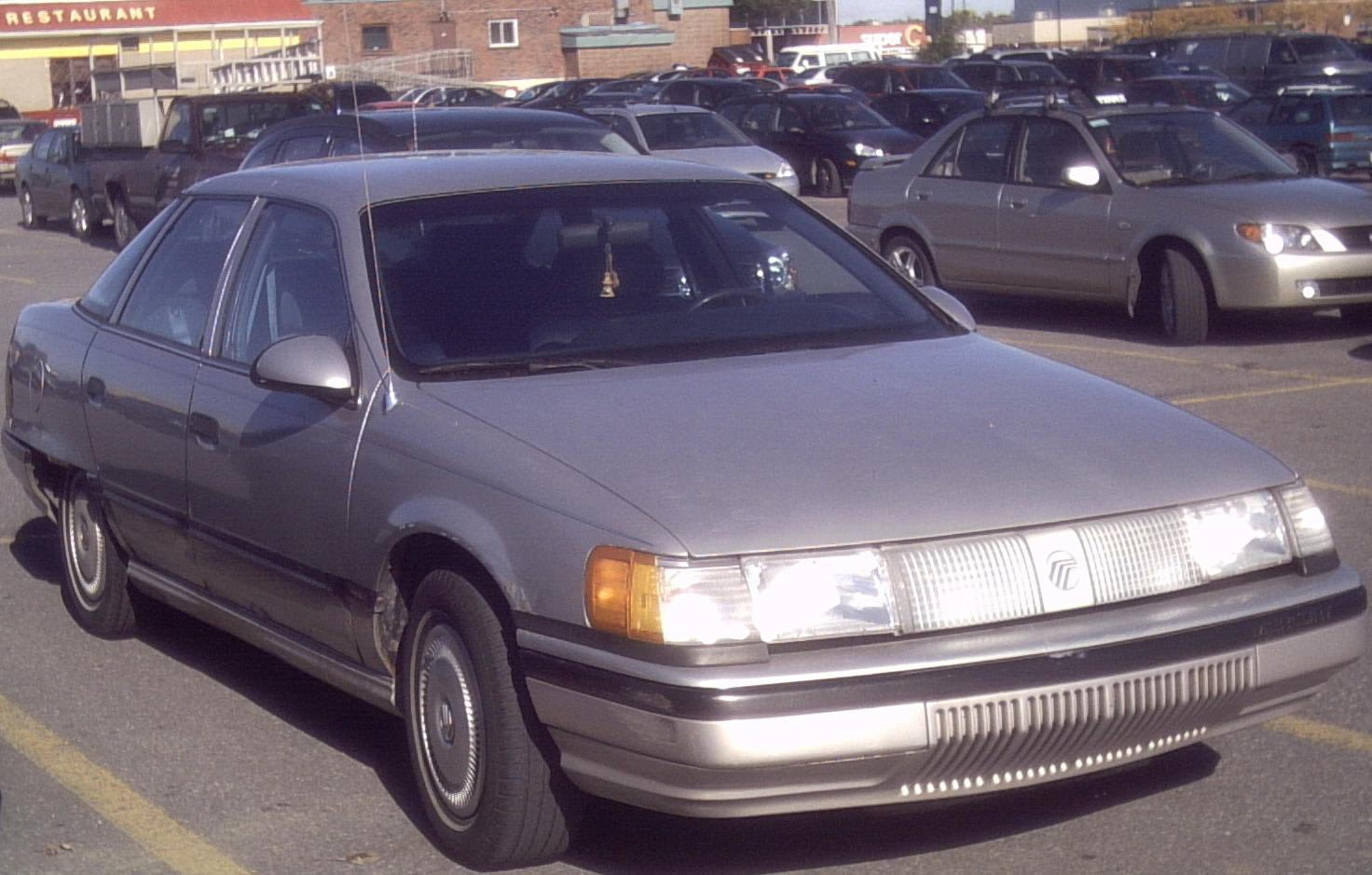
Mecury Sable del 1986-1988

La seva comercialització va començar el 1985 i va vendre's com a model del 1986. Després d'haver-se presentat als Estats Units l'Audi 5000, Ford dissenya el Sable sobre la base del disseny del Ford Taurus, però amb detalls visuals diferents com per exemple la "lightbar", el pilars "A" de color negre (crea un efecte visual de què el vidre posterior sigui més gran), i un coeficient aerodinàmic baix, de 0.29, feia el Sable un dels cotxes més aerodinàmics del món.
Disponible en carrosseria sedan de 4 portes o familiar també de 4 portes. Els paquets d'equipament eren el GS i el LS (aquest últim és més luxós). Mecànicament el 1986 es va oferir un motor de 4 cilindres 2.5L HSC i una transmissió automàtica de 3 velocitats ATX i un 3.0L Vulcan V6 amb transmissió automàtica de 4 velocitats AXOD. El 1987 el 4 cilindres desapareix i l'aire condicionat passa a ser estàndard. A partir del 1988 s'afegeix un 3.8L Essex V6.
El 1991 la AXOD se substituïda per una AXOD-E.
Mides del Sable
Batalla (Wheelbase): 2,692 m (106.0 in)
Llargada (Length): 4,881 m (192.2 in); 4,907 m (193.2 in, versió familiar)
Amplada (Width): 1,798 m (70.8 in)
Alçada (Height): 1,379 m (54.3 in); 1,399 m (55.1 in, versió familiar)
Sable SHO
Igual que el Ford Taurus, es decideix instal·lar-lo al Sable sota la denominació de SHO, "Super-High Output". El Mercury Sable SHO V6, era un motor de 3.0L DOHC de 24 vàlvules (4 per cilindre) que rendia 220 cv i 271 N·m.
Taula de motors i caixes de canvi del Taurus
| Model | Any       | Motor               | Potència | Torsió  | Transmissió                 |
| ----- | --------- | ------------------- | -------- | ------- | --------------------------- |
| GS    | 1986      | 2.5 L CFI HSC I4    | 90 hp    | 176 N·m | 3 velocitats ATX automàtic  |
| GS    | 1986–1991 | 3.0 L SFI Vulcan V6 | 140 hp   | 217 N·m | 4 velocitats AXOD automàtic |
| LS    | 1986–1991 | 3.0 L SFI Vulcan V6 | 140 hp   | 217 N·m | 4 velocitats AXOD automàtic |
| GS    | 1988–1991 | 3.8 L SFI Essex V6  | 140 hp   | 291 N·m | 4 velocitats AXOD automàtic |
| LS    | 1988–1991 | 3.8 L SFI Essex V6  | 140 hp   | 291 N·m | 4 velocitats AXOD automàtic |

## Segona generació (1992-1995)

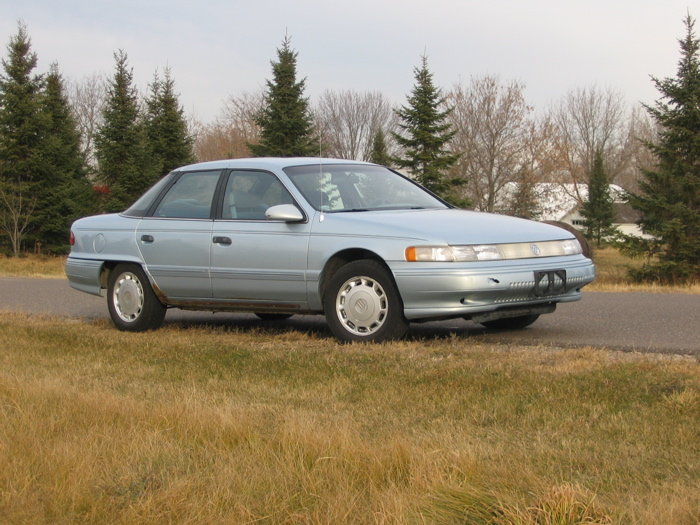
Mecury Sable del 1992-1995

En aquesta el Sable rep un redisseny que afecta a l'interior i en el disseny posterior (a simple vista, la "lightbar" disminueix la seva mida), i en opció pot equipar-se airbag al copilot.
El 1993 el Sable equipa l'airbag de passatger de sèrie, seients millorats entre d'altres detalles. Segueix oferint-se en sedan i familiar de 4 portes.
El 1995 s'estrena un nou paquet per al Mercury Sable: el LTS, que ofereix seients de pell, llantes d'aliatge de disseny semblant a les del Ford Taurus LX i altres detalls. Aquest paquet va oferir-se tant al 3.0 com el 3.8L.
Mecànicament segueix oferint-se les mateixes mecàniques V6 que en l'anterior i la transmissió automàtica també és la mateixa AXOD-E, però el 1993 desapareix i s'ofereixen les AX4S i
AX4N.
| Model | Any       | Transmissió                   | Motor               | Potència | Torsió  |
| ----- | --------- | ----------------------------- | ------------------- | -------- | ------- |
| GS LS | 1992–1995 | 4 velocitats AXOD-E automàtic | 3.0 L SFI Vulcan V6 | 140 hp   | 217 N·m |
| LTS   | 1995      | 4 velocitats AXOD-E automàtic | 3.0 L SFI Vulcan V6 | 140 hp   | 217 N·m |
| LTS   | 1995      | 4 velocitats AXOD-E automàtic | 3.8 L Essex V6      | 140 hp   | 291 N·m |

Mides del Sable
Batalla (Wheelbase): 2,692 m (106.0 in)
Llargada (Length): 4,881 m (192.2 in); 4,902 m (193.0 in, versió familiar)
Amplada (Width): 1,800 m (70.9 in)
Alçada (Height): 1,374 m (54.1 in); 1,409 m (55.5 in, versió familiar)

## Tercera generació (1996-1999)

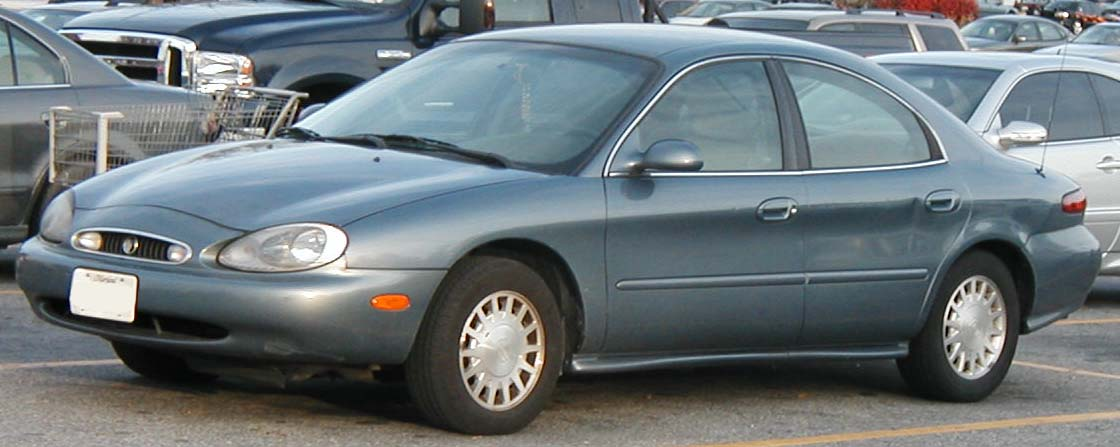
Mecury Sable del 1996-1999

Aquesta suposa un canvi de disseny a fons dels Sable. Amb el mateix disseny del Ford Taurus, però amb un disseny de vidre posterior més convencional. A dins, el Sable era igual al Taurus. Mecànicament desapareix el 3.8L Essex V6 i al seu lloc s'ofereix el 3.0L Duratec 30 V6. Segueix equipant de sèrie el 3.0L Vulcan V6 i les mateixes transmissions automàtiques. L'acabat LTS desapareix i apareix el paquet G que passa a ser el model d'accés a la gamma. Com en la generació anterior, s'ofereix en versió sedan i familiar de 4 portes.
A diferència del Taurus, el Sable no es va presentar amb motors flexibles flex-fuel. Les vendes del model de Ford Taurus van caure degut al fiasco del disseny ovalat posterior i per aquest motiu Ford Motor Company va decidir reduir costos (d'aquí la desaparició del paquet LTS). Ford va intentar pujar les vendes del Sable i Taurus amb el nou 3.0 V6 Duratec 30 i el 1999 ambdós models reben la puntuació més alta al NHTSA.
| Model | Any       | Motor                    | Potència | Torsió  | Transmissió                                             |
| ----- | --------- | ------------------------ | -------- | ------- | ------------------------------------------------------- |
| G     | 1996–1998 | 3.0 L SFI Vulcan V6      | 145 hp   | 244 N·m | 4 velocitats AX4S automàtic 4 velocitats AX4N automàtic |
| G     | 1996–1998 | 3.0 L DOHC Duratec 30 V6 | 200 hp   | 264 N·m | 4 velocitats AX4S automàtic 4 velocitats AX4N automàtic |
| LS    | 1996–1999 | 3.0 L DOHC Duratec 30 V6 | 200 hp   | 264 N·m | 4 velocitats AX4S automàtic 4 velocitats AX4N automàtic |
| GS    | 1996–1999 | 3.0 L SFI Vulcan V6      | 145 hp   | 244 N·m | 4 velocitats AX4S automàtic 4 velocitats AX4N automàtic |
| GS    | 1996–1999 | 3.0 L DOHC Duratec 30 V6 | 200 hp   | 264 N·m | 4 velocitats AX4S automàtic 4 velocitats AX4N automàtic |

Mides del Sable
Batalla (Wheelbase): 2,756 m (108.5 in)
Llargada (Length): 5,072 m (199.7 in); 5,057 m (199.1 in, versió familiar)
Amplada (Width): 1,854 m (73.0 in)
Alçada (Height): 1,407 m (55.4 in); 1,463 m (57.6 in, versió familiar)

## Quarta generació (2000-2005)

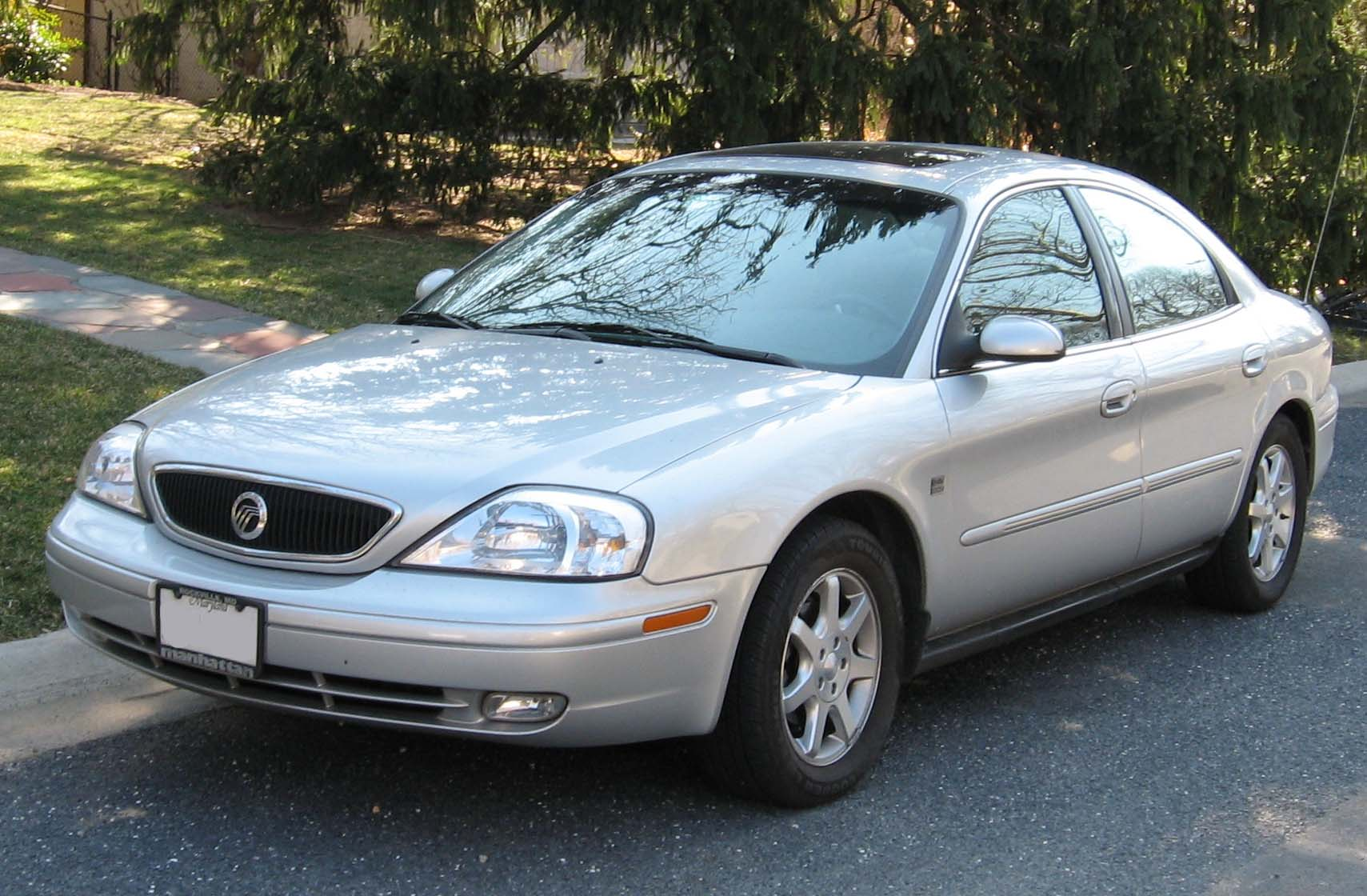
Mecury Sable del 2000-2003

Amb el 2000 el Sable igual que el Taurus, rep un nou restyling on es retalla el disseny ovalat de la generació anterior, centrat a donar més espai als passatgers de darrere.
Degut a la desaparició de la marca Mercury al Canadà i a Mèxic, aquesta nova generació no va vendre's en aquests països, encara que això no és cert en el cas del Sable perquè excepcionalment a Mèxic si es va vendre.
El 2004 el Sable rep un petit canvi estètic, com una graella cromada al frontal, nous instruments al tauler i un volant nou.
El 2005 va deixar-se de fabricar. Models que rivalitzaven amb el Sable eren el Nissan Altima, Chrysler Sebring i Buick Century.
- Mides del Sable:
  - Batalla (Wheelbase): 2,756 m (108.5 in)
  - Llargada (Length): 5,075 m (199.8 in); 5,024 m (197.8 in, versió familiar)
  - Amplada (Width): 1,854 m (73.0 in)
  - Alçada (Height): 1,409 m (55.5 in); 1,468 m (57.8 in, versió familiar)

| Model | Any       | Motor                    | Potència | Torsió  | Transmissió                 |
| ----- | --------- | ------------------------ | -------- | ------- | --------------------------- |
| GS    | 2000–2005 | 3.0 L SFI Vulcan V6      | 155 hp   | 251 N·m | 4 velocitats AX4N automàtic |
| GS    | 2000–2005 | 3.0 L DOHC Duratec 30 V6 | 200 hp   | 264 N·m | 4 velocitats AX4N automàtic |
| LS    | 2000–2005 | 3.0 L DOHC Duratec 30 V6 | 200 hp   | 264 N·m | 4 velocitats AX4N automàtic |

Mercury va substituir amb el Mercury Milan de 2006 i el Mercury Montego de 2005 al Sable.

## Cinquena generació (2008-)

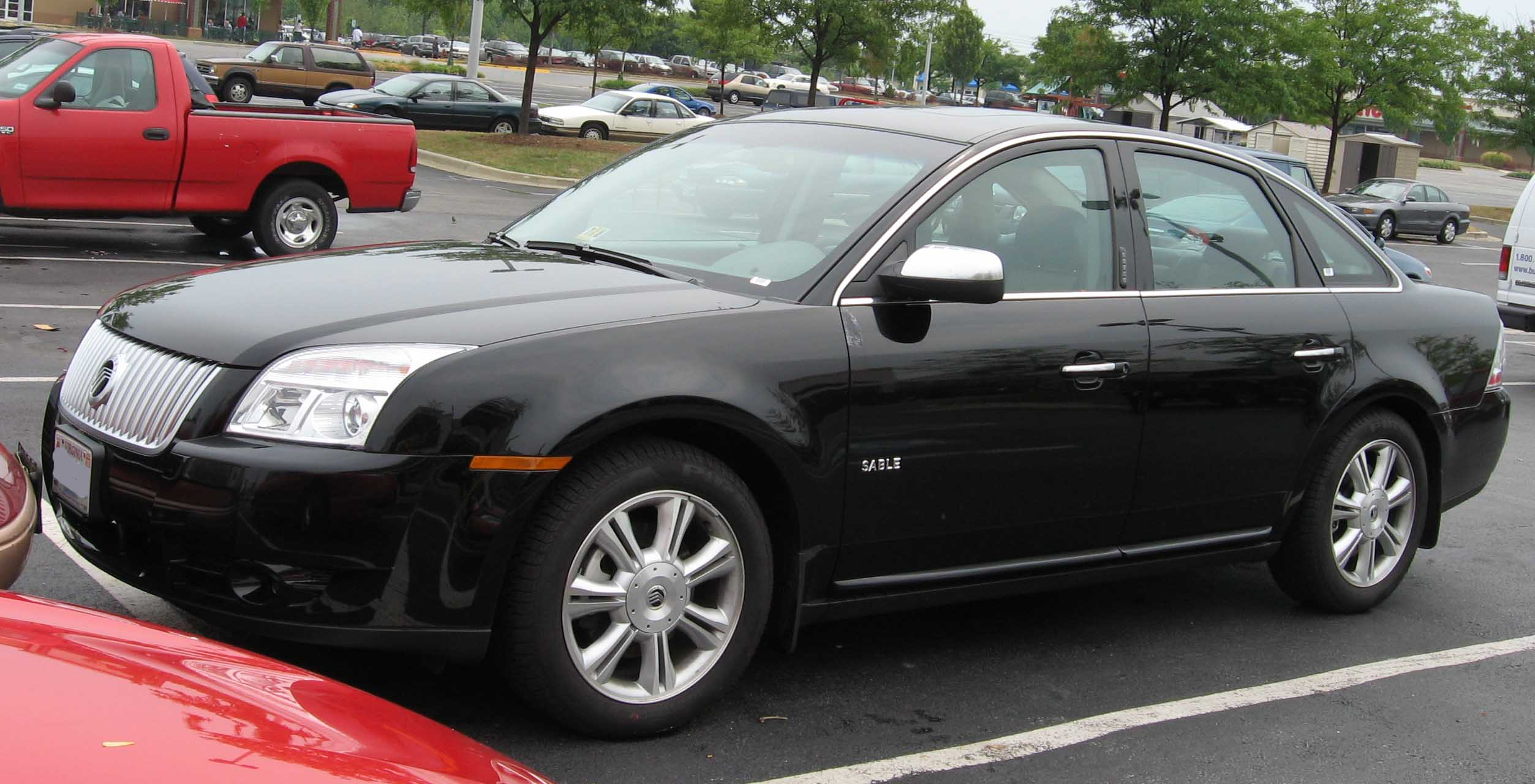
Mecury Sable del 2008

Per aquesta nova generació, el xassís emprat és el D3, ja usat en el Mercury Montego (model del que deriva) redissenyat i millorat. Mecànicament equiparà un motor 3.5L Cyclone i transmissió automàtica 6F. Es fabrica a la planta de Chicago, Illinois. Degut a les dimensions que presenta, ara és classificat com a full size (en comptes de mid size tal com ho era els anys 1986-2006).
- Mides del Sable:
  - Batalla (Wheelbase): 2,867 m (112.9 in)
  - Llargada (Length): 5,090 m (200.4 in)
  - Amplada (Width): 1,892 m (74.5 in)
  - Alçada (Height): 1,562 m (61.5 in)

Es va posar a venda l'estiu del 2007. En opció podrà equipar tracció integral. Alguns canvis que presenta respecte del Montego són els fars Díode emissor de llum posteriors, els fars davanters estan inspirats amb el Milan.
Models que competeixen amb ell són el Buick Lucerne, Hyundai Azera i Toyota Avalon.